# Amtsgericht Schönebeck

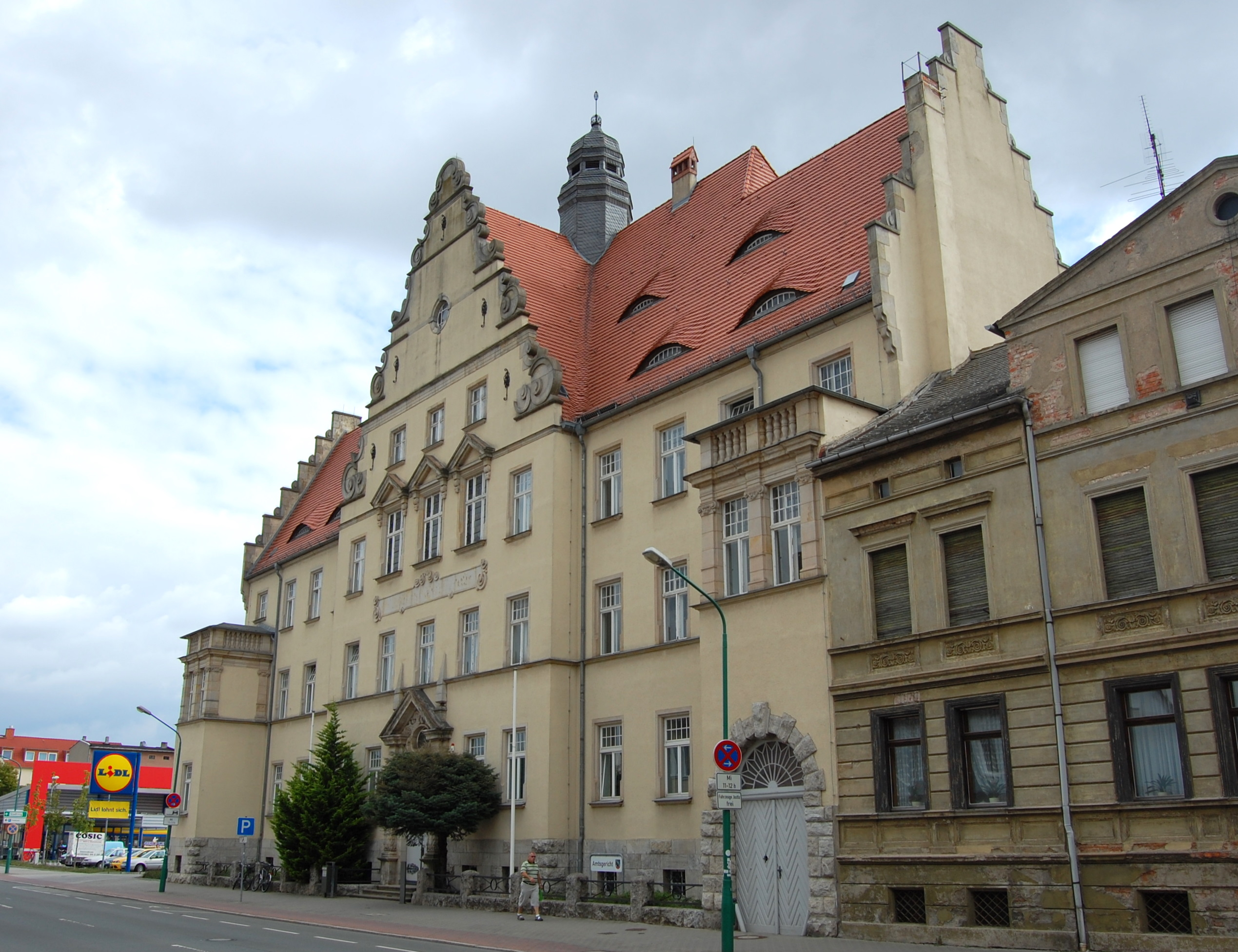
Amtsgericht Schönebeck (Elbe), 2010

Das Amtsgericht Schönebeck ist ein Gericht der ordentlichen Gerichtsbarkeit in Deutschland. Es gehört zum Bezirk des Landgerichtes Magdeburg und des Oberlandesgerichtes Naumburg. Sitz des Gerichtes ist Schönebeck (Elbe).

## Architektur und Geschichte
Der in der Friedrichstraße 96 befindliche Gebäudekomplex entstand 1909–1911 nach Entwurf des Baubeamten Paul Thoemer vom preußischen Ministerium der öffentlichen Arbeiten in Berlin. Direkt an der Straße befindet sich das dreigeschossige Gerichtsgebäude. Der im Stil der Neorenaissance errichtete Bau verfügt über einen fünfachsigen Mittelrisalit, der von einem hohen Dreiecksgiebel bekrönt wird. Sowohl der Dreiecksgiebel als auch die seitlichen Giebel sind mit Voluten geschmückt. Zum Komplex gehört auch ein im Hof befindlicher, heute umgenutzter, viergeschossiger Gefängnistrakt sowie ein Aufseherwohnhaus. Das Gerichtsgefängnis diente im März und April 1945 als Außenarbeitsstelle des Strafgefängnisses Gommern mit 70 „Nacht und Nebel“ Gefangenen, überwiegend Frauen. Sie müssten Zwangsarbeit in einer Munitionsfabrik leisten, bis sie am 12. April 1945 durch Truppen der US-Armee befreit wurden. Zeitweise amtierte die spätere FDP-Politikerin Bärbel Freudenberg-Pilster als Direktorin des Amtsgerichtes. Im Jahr 2007 fand vor dem Amtsgericht der Strafprozess um die Vorgänge um die sogenannte Sonnenwendfeier Pretzien 2006 statt.